# La Alberca de Záncara
La Alberca de Záncara är en ort i Spanien.   Den ligger i provinsen Provincia de Cuenca och regionen Kastilien-La Mancha, i den centrala delen av landet, 140 km sydost om huvudstaden Madrid. La Alberca de Záncara ligger 800 meter över havet och antalet invånare är 1 806.
Terrängen runt La Alberca de Záncara är platt. Runt La Alberca de Záncara är det ganska glesbefolkat, med 21 invånare per kvadratkilometer. Närmaste större samhälle är San Clemente, 13,5 km söder om La Alberca de Záncara. Trakten runt La Alberca de Záncara består till största delen av jordbruksmark.